# كفر المرابعين الشرقية
كفر المرابعين الشرقية هي إحدى قرى مركز كفر سعد التابع لمحافظة دمياط بجمهورية مصر العربية.